# Onthophagus suillus
Onthophagus suillus är en skalbaggsart som beskrevs av Gilbert John Arrow 1931. Onthophagus suillus ingår i släktet Onthophagus och familjen bladhorningar. Inga underarter finns listade i Catalogue of Life.